# Master of the Universe
Master of the Universe (im Fernsehen auch Der Banker – Master of the Universe) ist ein Dokumentarfilm von Marc Bauder aus dem Jahr 2013. Uraufgeführt wurde der Film am 9. August 2013 beim Locarno Film Festival, seine Deutschland-Premiere hatte er am 28. Oktober 2013 als Eröffnungsfilm des 56. Internationalen Leipziger Festivals für Dokumentar- und Animationsfilm. Deutscher Kinostart war am 7. November 2013.

## Inhalt
Rainer Voss, ein ehemaliger Investmentbanker Anfang fünfzig, der sich zur Ruhe gesetzt hat, schildert seine ganz persönliche Sicht. Er erzählt, wie es im Inneren der Banken zur Zeit des Aufschwungs zuging, was in den „Trading Rooms“ und bei den „Deal Makers“ passierte und wie es seiner Meinung nach zur Finanzkrise kommen konnte. Er schildert seine Ansichten zum in sich geschlossenen System der Banken und zu den darin Agierenden, die sich immer weiter von der Wirklichkeit entfernt haben. Wie ein Wirtschaftsjournalist versucht er, auch komplizierte Sachverhalte und Mechanismen bildhaft zu veranschaulichen.
Der einzige Schauplatz des Films ist ein heute verlassenes Bankgebäude im Frankfurter Bankenviertel.
Einleitung und Abspann des Films sind untermalt von Johann Sebastian Bachs Kantate Tilge, Höchster, meine Sünden (BWV 1083).

## Entstehung
Die Suche nach einem Bankmitarbeiter, der vor der Kamera über seine Tätigkeit redet, gestaltete sich für Bauder sehr schwierig. Auf Annoncen in einschlägigen Zeitungen bekam er keine Antwort. Er hat „relativ schnell gemerkt, dass man ohne Kontakte keinen Zugang in diese hermetisch abgeschottete Parallelwelt bekommt“. Bei Recherchen für sein Spielfilmprojekt „RAZZIA“ lernte er einen Bundestagsabgeordneten kennen. Dieser erzählte, er hole sich bei speziellen Kapitalmarktfragen Rat von einem hochrangigen Investmentbanker, und vermittelte den Kontakt mit Rainer Voss. Es wurde vereinbart, dass keine Namen von Mitarbeitern oder Banken genannt werden, für die Voss gearbeitet hat. Außerdem hatte er während der Interviews das Recht, Fragen nicht zu beantworten.
Drehort war der Gebäudekomplex Mainzer Landstraße 23 in Frankfurt am Main. Das 1992 nach einem Entwurf von Nägele, Hofmann & Tiedemann erbaute 13-geschossige knapp 50 Meter hohe Bankgebäude wurde ursprünglich von der Bayerischen Vereinsbank genutzt. Nach Fusionen mit der Bayerischen Hypotheken- und Wechsel-Bank und folgender Übernahme wurde daraus die Unicredit Bank. Das Gebäude, in dem bereits die Science-Fiction-Komödie Iron Sky gedreht wurde, stand seit 2007 leer und wurde im Jahr 2024 abgerissen.

## Zitate von Rainer Voss im Film
- „Ich wehre mich gegen diese stark simplifizierte Vorstellung, dass da kriminelle Elemente am Werk sind, die sich irgendwelche Dinge überlegen, um andere Leute übers Ohr zu hauen; wir reden hier nicht über albanische Hütchenspieler. Sondern wir reden darüber, dass Produkte existieren, die auf der einen Seite Sinn machen und auf der anderen Seite – falsch angewandt – Unheil anrichten können.“
- Auf die Frage „Ist den Kunden überhaupt klar, was sie da kaufen?“ antwortete Voss: „Nein, das ist halt genau die Schweinerei, ja. Also das will ich jetzt nicht aufgezeichnet haben, bitte … im Ernst, ja.“
- „Ich glaube auch, dass draußen die Leute überschätzen, welche Funktion so ein Händler in diesem Bankensystem spielt. Das ist ja keine Führungskraft. Ja, das ist letzten Endes ’n Chefschrauber am Band von Daimler. Ja, natürlich haben die Händler – Juniorhändler, Seniorhändler – unterschiedliche Limits, das ist völlig klar. Aber mir fällt kein anderer Beruf ein jetzt spontan, wo man in so einer Position solche Schäden verursachen kann. Das muss man sich vorstellen wie eine auf’n Kopf gestellte Pyramide: Die Leute, die richtig Schaden anrichten können, die sitzen unten. Ja, also ich hoff’, man versteht das. Ich glaub’, da ist auch draußen immer die Vorstellung, dass das alles Leute sind, die sind Managing-Direktor oder haben also Riesentitel – nein, das sind … So’n Händler, der wird gut bezahlt, ja. Aber der hat in dem Sinne keine … der hat keine Verantwortung außer die für seinen begrenzten Bereich. Das sind keine Manager, das sind … ja, Legehennen, wenn ich’s bös’ formulieren müsste. Also es ist völlig normal, dass ein Handelstisch in so ’ner Bank – ob der jetzt mit Aktien handelt oder mit Derivaten oder festverzinslichen Wertpapieren … so’n Handelstisch mit drei, vier Mitarbeitern, also ich sag’ mal drei Leute plus Assistentin: Der hat den Umsatz und den Gewinn von einem mittelständischen Betrieb mit hundert Angestellten.“
- „Je größer die Scheiße ist, desto dicker sind die Corporate-Social-Responsibility-Broschüren.“

## Auszeichnungen
- Hauptpreis der Kritiker beim Locarno Film Festival 2013[7]
- Preis der deutschen Filmkritik 2014: Bester Dokumentarfilm[8]
- Award for the Best Documentary in the International Competition beim Astra Film Festival 2014 im rumänischen Hermannstadt[9]
- Grand prix du jury beim 12. Festival international du film des droits de l’homme de Paris (Internationales Filmfestival der Menschenrechte) 2014 in Paris[10]
- 2. Preis beim Helmut-Schmidt-Journalistenpreis 2014[11]
- Europäischer Filmpreis 2014: Bester Dokumentarfilm[12]
- Deutsche Film- und Medienbewertung (FBW): Prädikat besonders wertvoll[13]

## Kritiken
„Voss beschreibt die Bankenwelt als geschlossenes, bedingungslose Loyalität verlangendes System. Ein System, das seine Wertschätzung gegenüber Mitarbeitern mit unfassbar hohen Provisionen ausdrückt – und sie so an sich bindet.“

„Marc Baude[r] hat eher eine Doku-Skulptur erschaffen und die Äußerungen seines einzigen Zeugen mit bekannten und etwas weniger bekannten kalten Bildern von Frankfurter Hochhausbeton unterschnitten.“

„Eine Mentalitätsstudie aus einer Welt, die sich von der Wirklichkeit längst abgekoppelt hat.“